# Alberic O'Kelly de Galway
Jhr. Albéric Joseph Rodolphe Marie Robert Ghislain O'Kelly de Galway (Anderlecht, 17 mei 1911 – Brussel, 3 oktober 1980) was een Belgisch schaker. Hij woonde in Brussel en was van beroep schaakjournalist. Sinds 1956 was hij internationaal FIDE-grootmeester (GM). Ook was hij grootmeester correspondentieschaak (GMc).
Van 1938 tot 1959 was hij twaalfmaal kampioen van België, daarmee is hij de absolute recordhouder. O'Kelly de Galway won in 1946 het Hoogovenstoernooi. In 1947 won hij het Europese zone-toernooi in Hilversum. Hij was winnaar van het derde wereldkampioenschap correspondentieschaak dat van 1958 tot 1962 gehouden werd. Hij nam verscheidene malen deel aan de Schaakolympiade. Hij was in 1967 de eerste simultaanspeler in een toernooi.
O'Kelly heeft een aantal schaakboeken op zijn naam staan. Een door hem bestudeerd en gespeeld gambiet, het O'Kellygambiet, is naar hem vernoemd. Ook blijft hij bekend door de O'Kelly-variant in het Siciliaans:
1.e4 c5 2.Pf3 a6. Zie diagram.

## Familie
O'Kelly was een telg uit de sinds 1824 adellijke Belgische familie O'Kelly de Galway.